# 高山忠輝
高山 忠輝（たかやま ただてる、本名：髙山 忠輝、1966年1月9日 - ）は、日本の医学者、医師。専門は、総合内科学、総合診療医学、循環器内科学。学位は、博士（医学）。
日本大学医学部内科学系総合診療学分野主任教授、日本大学医学部附属板橋病院病院長補佐、浮間中央病院循環器病センター特別顧問。

## 来歴
- 1990年3月 - 日本大学医学部卒業[2][3]
- 1990年4月 - 日本大学医学部附属板橋病院総合臨床研修医[3]
- 1992年4月 - 日本大学医学部第二内科学教室入局[3]
- 1996年3月 - 日本大学大学院医学研究科修了[2]、博士（医学）取得（論文タイトルは『Directional coronary atherectomy(DCA)におけるend pointの判定と再狭窄の予知：血管内エコー法による検討』）[4]
- 1996年4月 - 板橋区医師会病院内科医長[3]
- 1998年10月 - MetroHealthMedicalCenterHeart&VascularCenterリサーチフェロー
- 2001年1月 - 日本大学医学部第二内科学教室助手(無給)[2]、日本大学医学部附属板橋病院循環器科
- 2001年4月 - 日本大学医学部内科学講座[5]助手(無給)[2]、日本大学医学部附属板橋病院循環器科
- 2004年6月 - 日本大学医学部内科学講座循環器内科部門[5]助手(無給)[3]、日本大学医学部附属板橋病院循環器内科
- 2004年6月 - 日本大学医学部内科学講座循環器内科部門助手(無給)[3]、日本大学医学部附属板橋病院循環器内科外来医長[3]
- 2004年8月 - 日本大学医学部内科学講座循環器内科部門助手(有給)[3]、日本大学医学部附属板橋病院循環器内科外来医長
- 2007年4月 - 日本大学医学部内科学系循環器内科学分野[5]助教[2]、日本大学医学部附属板橋病院循環器内科外来医長
- 2007年7月 - 日本大学医学部内科学系循環器内科学分野助教[2]、日本大学医学部附属板橋病院循環器内科・救命救急センターCCU医長[2][3]
- 2013年8月 - 日本大学医学部内科学系循環器内科学分野准教授[2][3]、日本大学医学部附属板橋病院循環器内科
- 2013年10月 - 日本大学医学部内科学系循環器内科学分野准教授、日本大学医学部附属板橋病院循環器内科救急担当医長[3]
- 2016年4月 - 日本大学医学部内科学系循環器内科学分野准教授、日本大学医学部附属板橋病院医療連携センター長・救急室長・循環器内科救急担当医長[3]
- 2018年7月 - 日本大学医学部内科学系総合診療学分野主任教授[2][3]、日本大学医学部附属板橋病院総合科部長[2]
- 2021年4月 - 日本大学医学部内科学系総合診療学分野主任教授、日本大学医学部附属板橋病院病院長補佐[2]・総合科部長